# Julián Aude
Julián Ezequiel Aude Bernardi (Lanús, 24 marzo 2003) è un calciatore argentino, difensore del LA Galaxy.

## Caratteristiche tecniche
È un terzino sinistro.

## Carriera

### Club
Cresciuto nel settore giovanile del Lanús, debutta in prima squadra il 30 novembre 2020 rimpiazzando Facundo Quignon a sei minuti dal termine dell'incontro di Copa Diego Armando Maradona vinto 1-0 contro il Talleres (C).

### Nazionale
Ha giocato nella nazionale argentina Under-16.
Nel 2019, vince con la nazionale Under-17 argentina nel campionato sudamericano di categoria.
Nel gennaio del 2023, viene incluso da Javier Mascherano nella rosa dell'Under-20 argentina partecipante al campionato sudamericano di categoria in Colombia.

## Statistiche

### Presenze e reti nei club
Statistiche aggiornate al 30 aprile 2021.
| Stagione        | Squadra         | Campionato      | Campionato | Campionato | Coppe nazionali | Coppe nazionali | Coppe nazionali | Coppe continentali | Coppe continentali | Coppe continentali | Altre coppe | Altre coppe | Altre coppe | Totale | Totale |
| Stagione        | Squadra         | Comp            | Pres       | Reti       | Comp            | Pres            | Reti            | Comp               | Pres               | Reti               | Comp        | Pres        | Reti        | Pres   | Reti   |
| --------------- | --------------- | --------------- | ---------- | ---------- | --------------- | --------------- | --------------- | ------------------ | ------------------ | ------------------ | ----------- | ----------- | ----------- | ------ | ------ |
| 2019-2020       | Lanús           | PD              | 0          | 0          | CdL             | 5               | 0               | CS                 | 1                  | 0                  |             | -           | -           | 6      | 0      |
| 2021            | Lanús           | PD              | 10         | 0          | CA+CdL          | 1+7             | 0               | CS                 | 2                  | 0                  |             | -           | -           | 20     | 0      |
| 2022            | Lanús           | PD              | 0          | 0          | CA+CdL          | 1+3             | 1               | CS                 | 1                  | 0                  |             | -           | -           | 5      | 1      |
| Totale carriera | Totale carriera | Totale carriera | 10         | 0          |                 | 17              | 1               |                    | 4                  | 0                  |             | -           | -           | 31     | 1      |

## Palmarès

### Club
- Campionato MLS: 1

LA Galaxy: 2024

### Nazionale
- Campionato sudamericano di calcio Under-17: 1

Perù 2019